# Vara (Gemeinde in Schweden)
Koordinaten: 58° 16′ N, 12° 57′ O

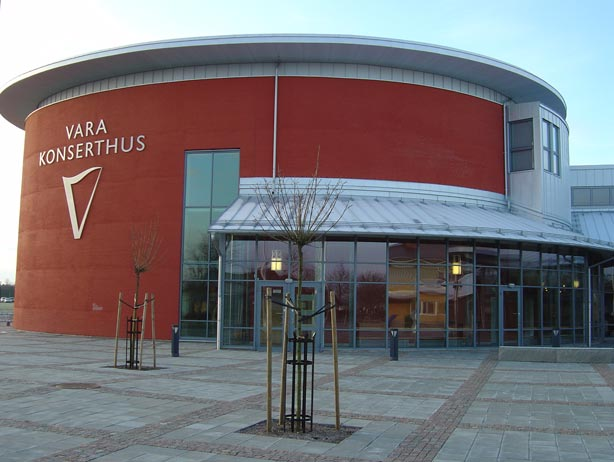
Konzerthaus in Vara

Vara ist eine Gemeinde (schwedisch kommun) in der schwedischen Provinz Västra Götalands län sowie der historischen Provinz Västergötland. Hauptort ist Vara. Weitere Orte sind Emtunga, Jung, Kvänum, Larv, Stora Levene, Tråvad, Vedum und weitere kleinere Ortschaften wie Härlingstorp.

## Geographie
Die Gemeinde Vara umfasst die sogenannte Vara-Ebene, die ein Teil der Västgöta-Ebene ist. Das Gebiet ist landwirtschaftlich intensiv genutzt. Zahlreiche archäologische Funde weisen auf eine frühe Besiedlung dieses Gebietes. In Sparlösa im Norden der Gemeinde befindet sich der Runenstein von Sparlösa einer der größten Runensteine Schwedens; in der Nähe von Valeberg liegt das Gräberfeld von Valeberg Ryd.

## Wirtschaft
Vara ist eine ausgesprochene Agrargemeinde. Etwa 7 % der Arbeitskraft sind in der Landwirtschaft tätig (der Reichsschnitt liegt unter 2 %) und weitere 35 % in der Industrie, die von Kleinunternehmen und mittelständischen Unternehmen, oft mit Bezug zur Landwirtschaft, dominiert wird.

## Sonstiges
Die Gemeinde erhielt am 21. April 2015 zusammen mit Dresden den Europapreis, welcher jährlich vom Ministerkomitee des Europarats an solche Gemeinden verliehen wird, die sich um den europäischen Gedanken verdient gemacht haben.
Die Virkelsborg ist eine Fornborg auf einem Hügel bei Vara.